# مارك ديمبسي (لاعب كرة قاعدة)
مارك ديمبسي (بالإنجليزية: Mark Dempsey)‏ هو لاعب كرة قاعدة أمريكي، ولد في 17 ديسمبر 1957 في دايتون في الولايات المتحدة.

## وصلات خارجية
- مارك ديمبسي على موقعبيزبول رفرنس.كوم (الدوري الرئيسي) (الإنجليزية)
- مارك ديمبسي على موقعبيزبول رفرنس.كوم (الدوري الثانوي) (الإنجليزية)